# Club Deportivo Universidad de Concepción
Maillots
Dernière mise à jour : 20 avril 2024.
Le Club Deportivo Universidad de Concepcion est un club de football chilien basé à Concepción.

## Palmarès
- Coupe du Chili (1)
  - Vainqueur : 2008-2009
- Tournoi de clôture
  - Vice-champion : 2007[3]

## Anciens joueurs
- Sixto Peralta
- Mauricio Aros
- Francisco Arrué
- Jean Beausejour
- Hugo Droguett
- Luis Pedro Figueroa
- Alexis Machuca
- Fernando Meneses
- Leonardo Monje
- Esteban Paredes
- Nicolás Peric
- Arturo Sanhueza
- Jorge Valdivia
- Gabriel Vargas
- Eduardo Hurtado
- Federico Elduayen
- Daniel Pereira
- Miguel Echenausi